# Théophile Beeckman
Théophile Beeckman (Meerbeke, Ninove, 1 de noviembre de 1896 - 22 de noviembre de 1955) fue un ciclista belga que corrió durante los años 20 del siglo XX. Consiguió 4 victorias, entre ellas dos etapas al Tour de Francia.

## Palmarés
- 1922
  - 1r a la Heure le Romain-Malmédy-Heure le Romain
- 1923
  - Vencedor de una etapa al Critèrium de los Aiglons
- 1924
  - Vencedor de una etapa al Tour de Francia
- 1925
  - Vencedor de una etapa al Tour de Francia

## Resultados al Tour de Francia
- 1920. Abandona (7ª etapa)
- 1922. 18º de la clasificación general
- 1923. 14º de la clasificación general
- 1924. 5º de la clasificación general. Vencedor de una etapa
- 1925. 6º de la clasificación general. Vencedor de una etapa
- 1926. 4º de la clasificación general